# 柳毛河镇
柳毛河镇是中华人民共和国黑龙江省佳木斯市桦南县下辖的一个镇。

## 行政区划
柳毛河镇下辖以下村级行政区划单位：
东风村、东华村、北柳村、新庆村、南柳村、山春村、东柳村、长龙岗村、向春村、群力村和太平村。